# Diabólicos Herdeiros
Diabólicos Herdeiros é um filme brasileiro de 1971, do gênero comédia, escrito e dirigido por Geraldo Vietri.

## Elenco
- Marcos Plonka
- Ana Rosa
- Bibi Vogel
- Canarinho
- Dênis Carvalho
- Elias Gleizer
- Elizabeth Hartmann
- Etty Fraser
- Felipe Levy
- Lúcia Mello
- Luciano Gregory
- Paulo Figueiredo
- Tony Ramos
- Xisto Guzzi
- Analy Alvarez
- Beth Caruso
- Carlos Schraiber
- Carmen Maria
- Carmen Rodrigues
- Cleide Singer
- Dalva Dias
- Décio Bianchini
- Henrique Gallo
- José Buck
- Lino Braga
- Mimmo Gaeta
- Natal Saliba
- Nelson Oliver
- Ramiro Pelão
- Pedro Cassador
- Walter Negrão
- Plínio Marcos .... narrador